# Villa pusio
Villa pusio är en tvåvingeart som först beskrevs av Macquart 1840.  Villa pusio ingår i släktet Villa och familjen svävflugor.
Artens utbredningsområde är Kuba. Inga underarter finns listade i Catalogue of Life.